# Horalky
Horalky (w Polsce pod nazwą Góralki, która jest używana od 2012 roku) – słowacki pięciowarstwowy (przekładany czterema warstwami masy) wafel typu tatranky. W 1953 wprowadzone na rynek przez czechosłowacką firmę Pečivárne Sereď, obecnie produkowany przez I.D.C. Holding. Po rozpadzie Czechosłowacji sprzedawane w Czechach i Słowacji, w 2007 wprowadzone na rynek polski (importer: I.D.C. Polonia SA), a w 2008 węgierski (I.D.C. Hungária), ponadto eksportowane są do Wielkiej Brytanii, Irlandii i Kanady. Wafel sprzedawany jest w 7 wariantach smakowych: czekoladowym, mlecznym, orzechowym, kokosowym, nugatowym, cytrynowym i truskawkowym.
Marka Horalky (znacząca dosłownie „Góralki”, jak liczba mnoga rodzaju żeńskiego słowa „góral”, czyli czeski horal) nawiązuje do słowackiej nazwy goryczki krótkołodygowej - horec Clusiov, która widoczna jest na opakowaniu produktu.